# پیتسبرگ
پیتسبرگ (به انگلیسی: Pittsburgh) شهری در ایالت پنسیلوانیا از کشور ایالات متحده آمریکا است. پیتسبرگ دومین شهر بزرگ این ایالت و مرکز شهرستان الیگنی، پنسیلوانیا است.
پیتسبرگ در پیرامون هم‌ریزشگاه دو رود الگنی و مانانگهلا (به انگلیسی: Monongahela) ساخته شده‌است یعنی جایی که این دو رود با هم رودخانه اوهایو را تشکیل می‌دهند.
دورنمای شهر پیتسبرگ شامل ۱۵۱ آسمان‌خراش، ۴۴۶ پل، دو خط آهن کابلی و یک دژ مربوط به دوران پیش از انقلاب آمریکا است. بقایای قلعه‌ای تاریخی با قدمتی بیش از ۲۵۰ سال بنام قلعه دوکِین (به انگلیسی: Duquesne) به‌شکل تصادفی در یکی از پارک‌های این شهر کشف شده‌است.
در سال ۲۰۰۷، پیتسبرگ به عنوان «قابل زندگی‌ترین شهر آمریکا» اعلام شد. فالینگ‌واتر در حومه این شهر قرار دارد.

## تیم‌های ورزشی
ورزشهای حرفه‌ای و تیم‌های ورزشی بخش بزرگی از فرهنگ پیتسبرگ و مردمان این شهر هستند.
مهم‌ترین و پرطرفدارترین تیم‌های ورزشی در پیتسبرگ عبارتند از:
- تیم فوتبال آمریکایی پیتسبرگ استیلرز

سراسرنمایی از داون‌تاون پیتسبرگ در روز.

سراسرنمایی از داون‌تاون پیتسبرگ در شب.

- تیم هاکی پیتسبرگ پنگوئینز
- تیم بیس‌بال پیتسبرگ پایرتز

## مراکز دانشگاهی
- دانشگاه پیتسبرگ
- دانشگاه کارنگی ملون